# Compañía de los Ferrocarriles Directos de Madrid y Zaragoza a Barcelona
La Compañía de los Ferrocarriles Directos de Madrid y Zaragoza a Barcelona (MZB) (conocida como los Directos) fue una compañía ferroviaria española existente entre 1881 y 1886, que planteó el proyecto de unir las ciudades de Barcelona, Madrid y Zaragoza por ferrocarril, sin llegar a llevarse a cabo.

## Historia

### Antecedentes. La VVB
El principal impulsor fue el financiero, banquero y empresario Francisco Gumá con el propósito de llevar el ferrocarril desde la capital catalana hasta las poblaciones de Villanueva y Geltrú (su localidad de nacimiento) y Valls. Consiguió la concesión en 1877 y al año siguiente fundó la denominada Compañía de los Ferrocarriles de Valls a Vilanova y Barcelona (VVB), empezando las obras entre la capital catalana y Villanueva y Geltrú el 10 de julio de 1878. Sin embargo, pronto los planes de Gumá se volvieron mucho más ambiciosos y planeó que la línea ferroviaria se prolongase hasta Zaragoza y Madrid. Así, el 2 de abril de 1880 la VVB consiguió la autorización para construir un ferrocarril que uniese las tres ciudades aprovechando la línea prevista de Valls a Villanueva y Geltrú hasta Barcelona, ya en construcción. Para ello, tanto el propósito como la capacidad financiera de la VVB no se correspondían con el proyecto inicial, así que fue necesaria la creación de una nueva compañía.

### Constitución de la compañía de losDirectos
La Compañía de los Ferrocarriles Directos de Madrid y Zaragoza a Barcelona (MZB) se fundó el 19 de noviembre de 1881 a partir de la VVB. Su capital social fue de 100 millones de pesetas, emitido en cien mil acciones de mil pesetas cada una. De ellas, un 40 por ciento fueron entregadas directamente a los accionistas de VVB y Francisco Gumá continuó como presidente y gerente de la nueva compañía. El proyecto surgía a partir de la VVB pero adoptaba otra razón social, adaptada a los nuevos propósitos.

### El proyecto
A grandes rasgos, el proyecto de los Directos se basaba en la construcción de una línea que comunicase Barcelona con Zaragoza y Madrid, siendo una sola línea desde la capital catalana hasta Samper de Calanda, desde donde se bifurcaba en dos ramales que dirigían a sendas ciudades. Combinaba el transporte de pasajeros y el de mercancías, ofreciendo como principales atractivos una comunicación más corta entre Madrid y Barcelona (casi 100 km menos) y el acceso directo a las explotaciones carboníferas del Bajo Aragón, hasta entonces de difícil acceso y mal comunicadas.
Línea Barcelona-Zaragoza
Para esta ruta la Compañía optó por adquirir el 25 de julio de 1881 la línea ferroviaria de la Compañía de los Ferrocarriles Carboníferos de Aragón, ya existente entre Zaragoza y La Puebla de Híjar, que estaba previsto prolongar más adelante hasta Escatrón y Gargallo. Con 85 kilómetros, su función era de carácter minero. En mano de los Directos, el nuevo proyecto pasaba por prolongar la vía hasta Samper de Calanda, donde conectaría con la vía Barcelona-Madrid, y luego añadir un tramo hasta Gargallo, con función de ferrocarril minero. La operación suponía un riesgo financiero añadido, puesto que los Carboníferos estaban en suspensión de pagos.
Línea Barcelona-Madrid
Este ramal era mucho más largo y, a diferencia del primero, no estaba construido ninguno de los tramos previstos. Fue presentado el 28 de septiembre de 1881, dividido en siete tramos desde Madrid a Roda de Bará. De este modo establecía una conexión directa entre Madrid y Barcelona más corta y directa, de 612 km de recorrido (la línea existente, pasando por Lérida y Zaragoza, recorría un total de 707 km). Atravesaba las provincias de Guadalajara, Teruel, Zaragoza y Tarragona, estableciendo estaciones al menos en Madrid, Guadalajara, Trillo y Molina de Aragón (Castilla la Nueva); Fuentes Claras, Montalbán, Samper de Calanda (donde convergía con la línea a Zaragoza) y Caspe (Aragón); y García, Reus y Roda de Bará (Cataluña). A su vez, establecía un corredor por las poblaciones del Bajo Aragón, facilitando la accesibilidad y explotación directa de sus yacimientos carboníferos. La concesión del Estado estuvo sujeta a diversas condiciones: debería enlazar con la línea (ya en construcción) de VVB a Barcelona, el proyecto debía presentarse en un año y medio, para luego ejecutarse en un periodo de cinco años. No contaría con subvención pública, a diferencia de otras líneas construidas en aquellos años.

### Crisis y desaparición
El 29 de diciembre de 1881 se inauguraba el tramo Barcelona-Villanueva y Geltrú. Sin embargo, a partir de entonces todo fueron adversidades. Los inversores no mostraron interés por el proyecto y la cotización de sus acciones en bolsa se desplomó hasta alcanzar el 25% de su valor inicial. A ello hay que sumar los efectos del crac de la Bolsa de Paris en enero de 1882 que afectó prolongadamente la economía española. Y sobre todo los excesos cometidos en los años previos (conocidos como la Fiebre del Oro), caracterizados por una economía excesivamente especulativa, con inversiones poco realistas y sobredimensionadas. Entre ellas, tal vez, el proyecto de Gumá. Todo ello supuso un lastre financiero para los Directos y el tendido del ferrocarril se ralentizó. Los trabajos del tramo Villanueva y Geltrú-Valls duraron tres años (1882-1885). En 1884 se terminó la sección hasta Roda de Bará, pero el tramo siguiente hacia el Ebro quedó inconcluso en las obras del Túnel de la Argentera; ese año también se suspendieron las obras del ramal entre Escatrón y Gargallo. Finalmente, en 1885 la actividad cesó totalmente y la compañía de los Directos se declaró en suspensión de pagos.
Francisco Gumá intentó una fusión con la Compañía de los ferrocarriles de Tarragona a Barcelona y Francia (TBF) para salvar la compañía. Se cerró un convenio el 2 de marzo de 1886; pero la debilidad financiera y las irregularidades de los Directos dieron pie a que la TBF rescindiera el convenio y absorbiera directamente la compañía, sin contrapartidas negociables. La operación se cerró el 19 de octubre de 1886, lo que supuso el fin de la compañía de los Directos. La TBF logró terminar la línea prevista hasta Zaragoza, con algunas modificaciones, en 1894. En cambio fue descartada la línea hasta Madrid, mucho más compleja de llevar a cabo y que suponía una competencia directa al trayecto Barcelona-Madrid que entonces gestionaba la misma compañía. Por otro lado, la nueva línea entre Zaragoza y Barcelona sirvió para continuar hasta Madrid mediante un trayecto más corto y fue el más utilizado entre ambas ciudades hasta la llegada de la línea de alta velocidad (AVE) en 2008.